# Ala-Nurmajärvi
Ala-Nurmajärvi är en sjö i Kiruna kommun i Lappland och ingår i Kalixälvens huvudavrinningsområde. Sjön har en area på 0,24 kvadratkilometer och ligger 299 meter över havet. Ala-Nurmajärvi ligger i Torne och Kalix älvsystem Natura 2000-område. Sjön avvattnas av vattendraget Nurmajoki.

## Delavrinningsområde
Ala-Nurmajärvi ingår i det delavrinningsområde (749103-176240) som SMHI kallar för Mynnar i Kalixälvens vattendragsyta. Medelhöjden är 335 meter över havet och ytan är 22,17 kvadratkilometer. Det finns inga avrinningsområden uppströms utan avrinningsområdet är högsta punkten. Nurmajoki som avvattnar avrinningsområdet har biflödesordning 2, vilket innebär att vattnet flödar genom totalt 2 vattendrag innan det når havet efter 229 kilometer. Avrinningsområdet består mestadels av skog (77 procent) och sankmarker (18 procent). Avrinningsområdet har 0,79 kvadratkilometer vattenytor vilket ger det en sjöprocent på 3,6 procent.